# Dieter Nörr
Dieter Nörr (* 20. Februar 1931 in München; † 3. Oktober 2017 ebenda) war ein deutscher Rechtswissenschaftler. Er war von 1970 bis 1999 Inhaber des Lehrstuhls für Römisches Recht und Bürgerliches Recht an der Juristischen Fakultät der Ludwig-Maximilians-Universität München.

## Leben und Wirken
Die Eltern kamen aus Nürnberg. Der Vater war Richter und die Mutter Tochter des dortigen Stadtarchivars. Er hatte zwei Brüder und zwei Schwestern sowie zwei Halbgeschwister aus der zweiten Ehe seines Vaters. Er legte das Abitur 1949 am Maxgymnasium in München ab. Er studierte von 1949 bis zum Sommersemester 1953 an der Ludwig-Maximilians-Universität München. Er wurde vor allem von Mariano San Nicolò und vom Byzantinisten Franz Dölger beeinflusst. Nach Promotion (1955) und Studienaufenthalten an der Universität Heidelberg (1954) und in Rom (1955/1956) absolvierte er bis 1958 das Referendariat und arbeitete dann ein Jahr lang als wissenschaftlicher Assistent am Institut für Strafrechtswissenschaft und Rechtsphilosophie bei Karl Engisch. 1959 wurde er mit einer Schrift über das byzantinische Vertragsrecht habilitiert und zum Privatdozenten ernannt. Noch im selben Jahr vertrat Nörr den Lehrstuhl für Römisches und Bürgerliches Recht an der Universität Hamburg. 1960 wechselte er als Nachfolger von Max Kaser als ordentlicher Professor für Römisches und Bürgerliches Recht an die Universität Münster. Nachdem er Rufe der Universitäten Hamburg, Tübingen und Bielefeld abgelehnt hatte, kehrte er 1970 als Nachfolger Wolfgang Kunkels nach München zurück, wo er 1999 emeritiert wurde. Sein Assistent Alfons Bürge wurde sein Nachfolger auf dem Lehrstuhl. Nörr hatte zahlreiche Schüler, darunter Hans-Dieter Spengler (später Universität Erlangen), Tiziana Chiusi (später Universität des Saarlandes), Wolfgang Kaiser (später Universität Freiburg), oder Johannes Platschek (LMU). Nach seiner Emeritierung verfasste er zwischen 2000 und seinem Tod weitere 35 Artikel und eine letzte Monographie.
Nörrs Forschungsschwerpunkte waren das Römische Recht und die Rechtsphilosophie. Von 1971 bis 2001 war Nörr Mitherausgeber der romanistischen Abteilung der Zeitschrift der Savigny-Stiftung für Rechtsgeschichte. Er war 1983 Visiting Fellow des All Souls College in Oxford, 1986/87 Fellow am Wissenschaftskolleg zu Berlin. Ihm wurden Ehrendoktorwürden der Universitäten Amsterdam (1990) und Kyūshū in Fukuoka (1991) und der Paris II (1997) verliehen. Er war Mitglied vieler wissenschaftlicher Akademien, darunter die Nordrhein-Westfälische Akademie der Wissenschaften und der Künste (ordentliches Mitglied seit 1967, korrespondierendes Mitglied seit 1970), die Bayerische Akademie der Wissenschaften (seit 1972), die Heidelberger Akademie der Wissenschaften (seit 1979), die Österreichische Akademie der Wissenschaften (korrespondierendes Mitglied seit 1984) und die Accademia Nazionale dei Lincei (1992) und des Istituto Veneto di Scienze, Lettere ed Arti in Venedig (1993). Außerdem war er seit 1988 korrespondierendes Mitglied des Deutschen Archäologischen Instituts.

## Schriften (Auswahl)
Ein Schriftenverzeichnis erschien in: Hans-Dieter Spengler: Verzeichnis der Schriften von Dieter Nörr. in: Zeitschrift der Savigny-Stiftung für Rechtsgeschichte, Romanistische Abteilung. 136, 2019, S. 616–628.
Monographien
- Studien zum Strafrecht im Kodex Hammurabi. Dissertation, Universität München 1955.
- Die Fahrlässigkeit im byzantinischen Vertragsrecht. Beck, München 1960 (zugleich Habilitationsschrift, Universität München 1958/59).
- Imperium und Polis in der hohen Prinzipatszeit. München 1966. 2., durchgesehene Auflage. Beck, München 1969.
- Die Entstehung der longi temporis praescriptio. Studien zum Einfluss der Zeit im Recht und zur Rechtspolitik in der Kaiserzeit. Westdeutscher Verlag, Köln/Opladen 1969.
- Divisio und Partitio. Bemerkungen zur römischen Rechtsquellenlehre und zur antiken Wissenschaftstheorie. Schweitzer, Berlin 1972, ISBN 3-8059-0243-3.
- Rechtskritik in der römischen Antike. Verlag der Bayerischen Akademie der Wissenschaften, München 1974, ISBN 3-7696-0072-X.
- Causa mortis. Auf den Spuren einer Redewendung. Beck, München 1986, ISBN 3-406-31232-2.
- Aspekte des römischen Völkerrechts. Die Bronzetafel von Alcántara, vorgetragen am 4. Juli 1986 vor der Bayerischen Akademie der Wissenschaften. Philosophisch-Historische Klasse, München 1989, ISBN 3-7696-0096-7.
- Die Fides im römischen Völkerrecht. Müller, Heidelberg 1991, ISBN 3-7696-1632-4.
- Savignys philosophische Lehrjahre. Ein Versuch. Klostermann, Frankfurt am Main 1994, ISBN 3-465-02637-3.
- Römisches Recht: Geschichte und Geschichten. Der Fall Arescusa et alii (Dig. 19,1,43 sq.). Verlag der Bayerischen Akademie der Wissenschaften, München 2005, ISBN 3-7696-1632-4.

Gesammelte Beiträge
- Historiae iuris antiqui. Gesammelte Schriften. 3 Bände. Hrsg. von Tiziana J. Chiusi, Wolfgang Kaiser und Hans-Dieter Spengler. Keip, Goldbach bei Aschaffenburg 2003, ISBN 3-8051-0931-8.
- Schriften 2001–2010: Anläßlich seines 80. Geburtstags. Hrsg. von Tiziana J. Chiusi und Hans-Dieter Spengler. Marcial Pons, Madrid 2012, ISBN 978-84-9768-925-0.